# 牟佐坐神社

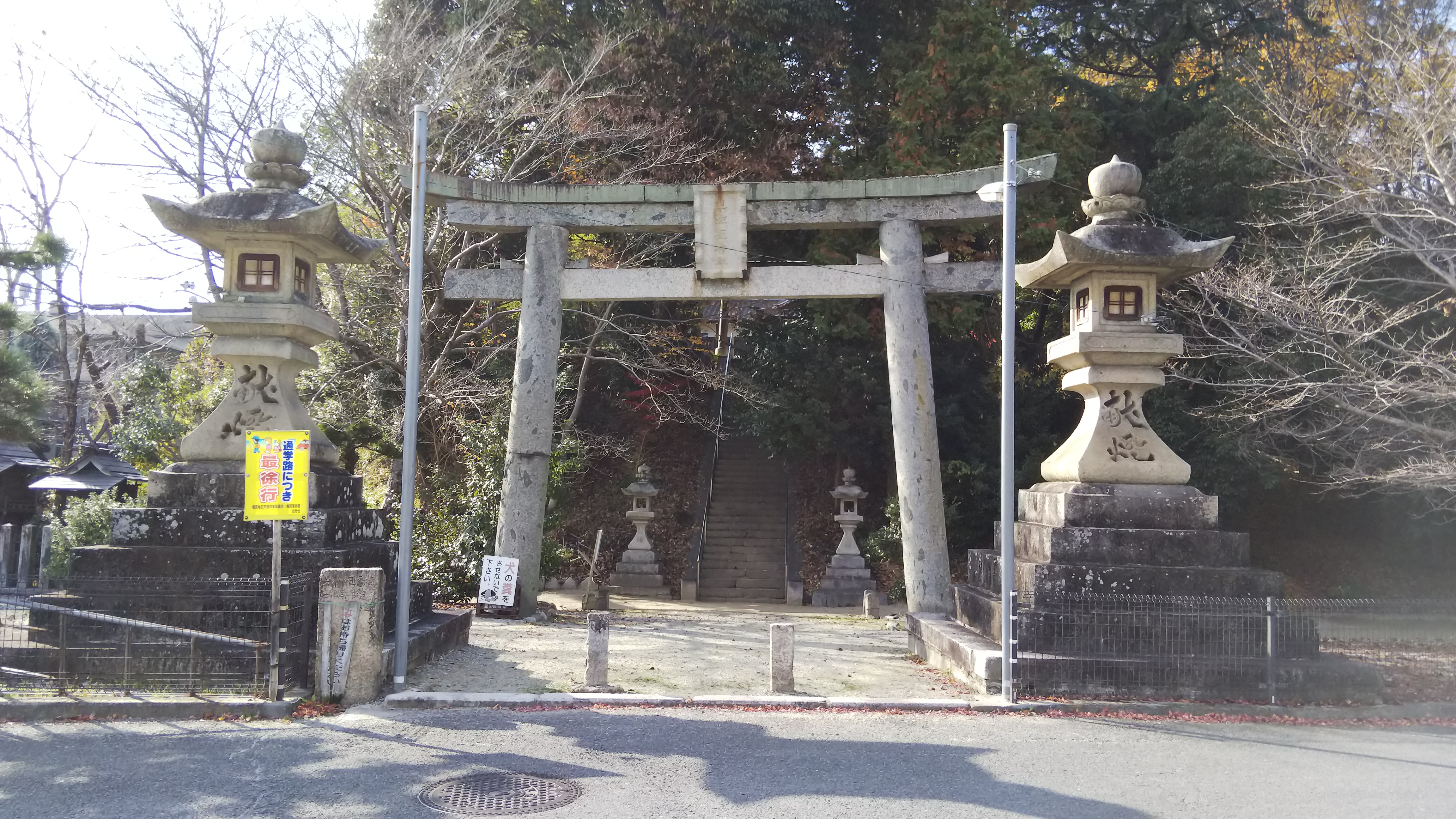
鳥居

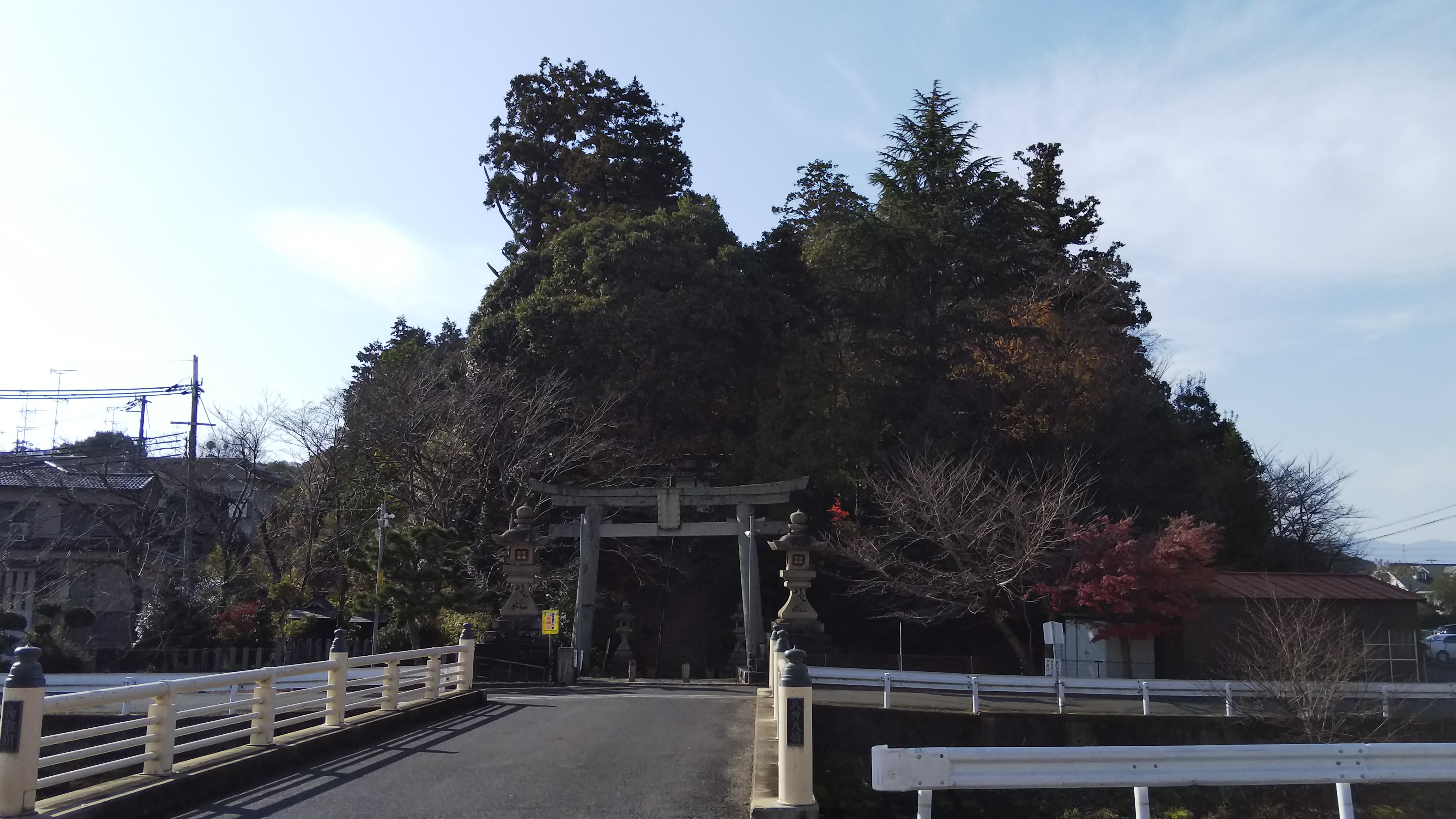
社叢

牟佐坐神社（むさにますじんじゃ）は、奈良県橿原市にある神社である。式内大社で、旧社格は村社。

## 祭神
- 高皇産霊神
- 孝元天皇

古来の祭神の比定としては以下の記述がある。
- 生霊神（『日本書紀』）
- 生雷神（『五郡神社記』）

## 歴史

### 創建
創始は安康天皇の時代に、渡来人の身狭村主青が生雷神を祀ったのが始まりとされている。 身狭（＝牟佐）は大和国高市郡の地名で、阿知使主が率いて帰化した東漢氏の本拠地とされている。身狭村主青は倭の五王の一人とされている雄略天皇の寵臣で、『日本書紀』は雄略天皇8年（464年）と雄略天皇12年（468年）に呉の国（宋）に派遣されたと記す。しかし、この遣使の記事は「宋書」には記述されていない。

### 概史
『日本書紀』によれば、壬申の乱の際、高市郡大領高市縣主許梅に「高市社に居る事代主神と身狭社に居る生霊神」が神懸りし、「神日本磐余彦天皇の陵に馬及び種々の兵器を奉れ」と言い、そうすれば大海人皇子（後の天武天皇）を守護すると神託した。その結果、大海人皇子の即位後、身狭坐生霊神に史上初となる神位が授けられている。延喜式神名帳では大社に列し、月次・新嘗の奉幣に預ると記されている。
旧社格は村社に列した。

### 神階
- 天安3年（859年）1月27日、従五位下から従五位上（『日本三代実録』）- 表記は「牟佐坐神」。

## 交通アクセス
- 近鉄吉野線岡寺駅から西へ徒歩すぐ。